# Zjil-byl Khozjavin
Zjil-byl Khozjavin (russisk: Жил-был Козявин, da.: Engang boede der Kozjavin) er en sovjetisk animationsfilm fra 1966 instrueret af Andrej Khrzjanovskij. Filmens manuskript er skrevet af  Lazar Lagin og Gennadij Sjpalikov.
Filmen foregår i en surrealistisk, konstruktivistisk verden.

## Handling
Kozjavin får en en opgave af sin chef om at finde en anden medarbejder ved navn Sidorov. Uden nogen spørgsmål forlod han hurtig kontoret for at finde Sidorov. Han søger overalt i Verden og overkommer alverdens forhindringer. 
Det lykkes ham ikke at finde Sidorov, og da han kommer tilbage på kontoret, og da  han bliver spurgt, om han fandt ham, svarer han med et skuldertræk og går tilbage til sit kontor.